# Техническое обслуживание воздушных судов
Техническое обслуживание воздушных судов — работы, выполняемые на стадии эксплуатации воздушных судов (ВС) и направленные на поддержание их лётной годности и  готовности к полёту. Техническое обслуживание ВС является одним из факторов безопасности полётов.

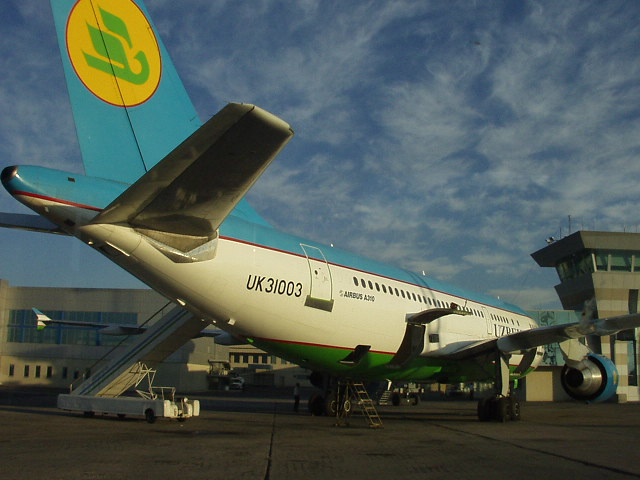
A310 в аэропорту Ташкента

## Техническое обслуживание коммерческих воздушных судов иностранного производства
Состоит из периодических проверок технического состояния ВС, которые должны проводиться организациями по техническому обслуживанию по прошествии определённого календарного времени или определённого налёта, указанного в программе технического обслуживания (ТО) ВС, принятой в авиакомпании, которая использует данное ВС.
Существуют следующие виды (формы) ТО:
transit check,
daily check,
weekly check,
A-check,
B-check,
C-check и
D-check.
A-check и B-check — это простая проверка, в то время как С- и D-check являются более сложными и трудоёмкими видами ТО. Если авиакомпания осуществляет лишь дневные рейсы, то целесообразным будет проведение ТО в ночное время. Перераспределение работ между ночными сменами в идеальном случае позволяет избежать выполнения формы A-check.

### Transit check
Transit check (транзитное ТО) — самая простая форма ТО, выполняемая перед каждым вылетом воздушного судна, если располагаемое для ТО время после посадки составляет менее трёх часов. Если следующий вылет запланирован более чем через три часа после посадки, то обычно выполняется Daily check.

### Daily Check
Daily Check (ежедневный технический осмотр) — ежесуточная проверка технического состояния воздушного судна, должна выполняться каждые 24 часа (обычно в конце лётного дня), в некоторых случаях может выполняться через 48 или 96 часов.

### Weekly Check
Weekly Check (еженедельный технический осмотр) — выполняется приблизительно раз в неделю. Может выполняться как днём, так и ночью. Не требует обязательного наличия помещения (ангара). Как правило, выполняется за 3-4 часа.

### A-check
A-check (эй-чек) — проверка производится примерно раз в месяц или каждые пятьсот часов налёта: А1, А2, А4, А8. Чем выше цифра, тем больше объём работ. A-check, как правило, делается ночью в ангаре аэропорта. Содержание этой проверки зависит от типа самолёта, количества циклов («цикл» — вывод двигателей на взлетный режим, образно выражаясь — «квант» наработки самолета либо вертолета) или количества часов налёта с момента последней проверки. Проверка может быть отсрочена авиакомпанией в зависимости от определённых условий.

### B-check
B-check (би-чек) — эта проверка осуществляется примерно каждые три месяца. Она тоже, как правило, делается ночью в ангаре аэропорта.

### C-check

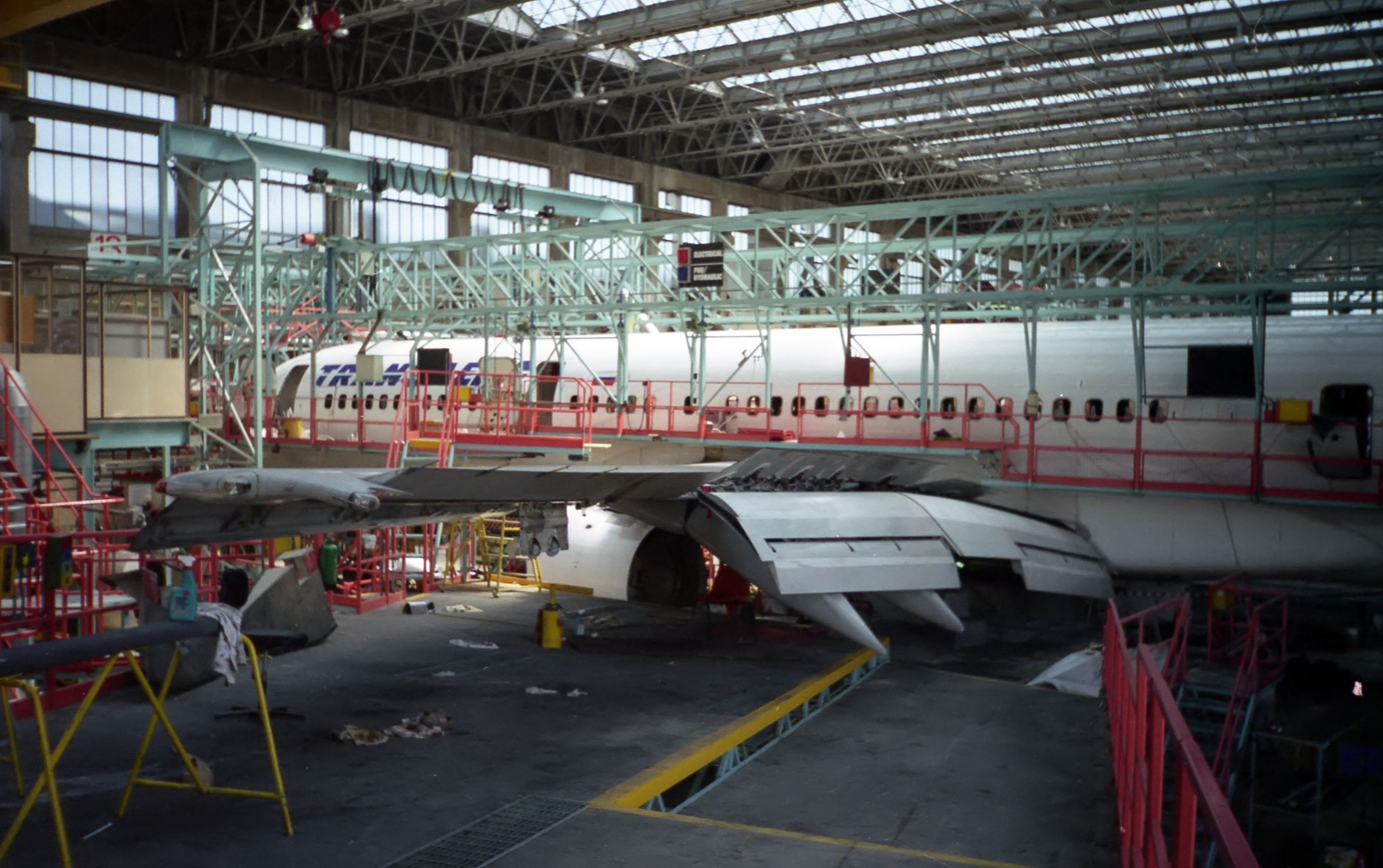
Boeing 757 авиакомпании Transaero проходит техническое обслуживание по форме C-check на базе British Airways Engineering в Хитроу

C-check (си-чек) — эта форма технического обслуживания является более сложной, чем предыдущие, и выполняется каждые 15—24 месяцев или 7 500 часов налёта. Подразделяется на С1, С2, С4, С6 и С8. Для выполнения этой проверки требуется вывести самолёт из эксплуатации на какое-то время (порядка двух недель), а также требуется много пространства — как правило, в большом ангаре аэропорта. Сроки проведения этой проверки зависят от многих факторов, в частности от типа самолёта.

### D-check
D-check (ди-чек) — самая тяжёлая форма обслуживания самолёта. Эта проверка происходит примерно раз в 12 лет и длится 30-40 дней. Во время неё проверяется весь самолёт, все его узлы и детали. Узлы, выработавшие ресурс или не прошедшие проверку, подлежат замене. Эта проверка воздушного судна требует ещё больше места и времени, чем все другие, и выполняется на соответствующей технической базе.

### SV (Shop visit)
SV (Shop visit) — тяжелая форма технического обслуживания главных двигателей самолета. Периодичность (средняя) — 12000 часов налета.

## Техническое обслуживание в государственной авиации РФ

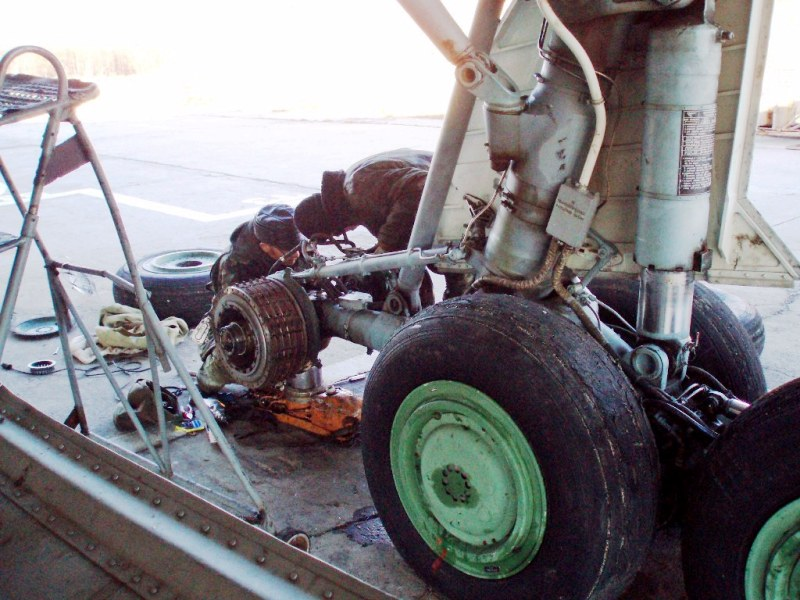
Переборка шасси специалистами СД в ТЭЧ на Ту-22М3

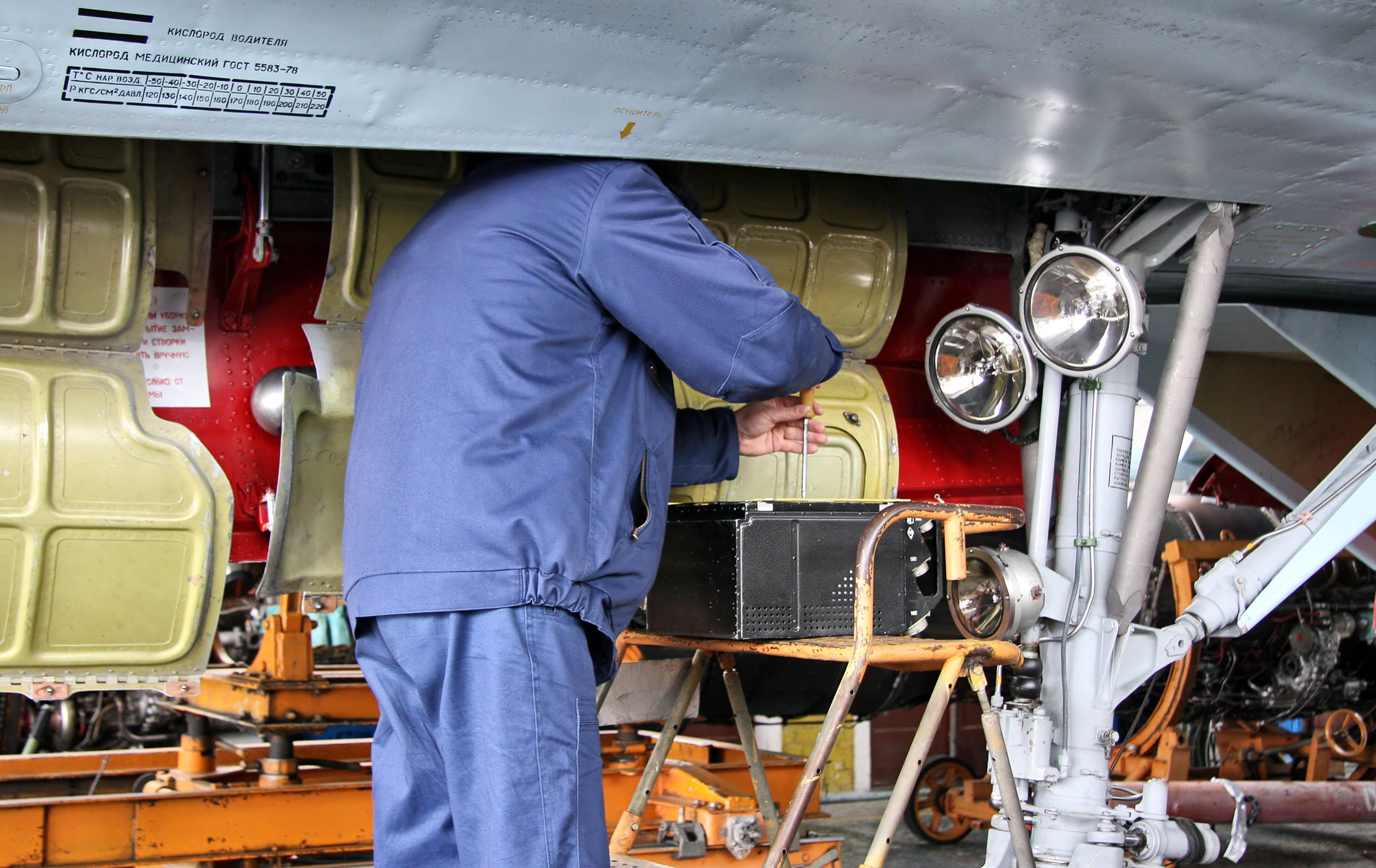

Обслуживание хвостового редуктора вертолёта Ми-8

(составлено на основе «Наставления по инженерно-авиационному обеспечению Авиации Вооружённых Сил СССР» (НИАО-90 от 2.02.1991 г.) и «Федеральных авиационных правил инженерно-авиационного обеспечения государственной авиации РФ» (ФАП ИАО, действуют в н.в.)
Техническая эксплуатация отечественных ВС государственной авиации регламентирована регламентом технического обслуживания (РО) и руководством по технической эксплуатации (РЭ) для каждого типа ВС.
Исправным считается ВС, соответствующее всем требованиям технической документации и имеющее запас ресурса (срока службы), на нём должны быть выполнены установленные виды технического обслуживания и устранены все повреждения или отказы. Запас ресурса исправного самолета должен обеспечивать выполнение полётного задания.
Боеготовым считается исправное ВС, подготовленное к полёту, снаряженное авиационными средствами поражения или другими средствами согласно поставленной задаче.

Работа в техотсеке самолёта

Техническое обслуживание включает оперативное (подготовки к полётам) и периодическое (регламентные работы) ТО. Подготовки к полётам выполняют специалисты авиационных эскадрилий:
- предварительная подготовка,
- предполётная подготовка,
- подготовка к повторному вылету,
- послеполётная подготовка,
- подготовка к вылету по тревоге

За каждым ВС закреплён технический экипаж во главе с техником самолёта (старшим техником корабля или инженером авиационного комплекса), численностью от двух (лёгкие самолёты) до 10 и более человек (на тяжелых ВС). Также в каждой эскадрилье имеются группы видов подготовок, состоящие из узкоспециализированных технических специалистов по всем основным специальностям. Все технические специалисты АЭ работают под началом инженера эскадрильи, и в конечном случае замыкаются на инженерный отдел полка, а начальником всего ИТС авиационного полка является заместитель командира полка по ИАС (подполковник).
ИТС авиационных эскадрилий (АЭ) выполняет все виды подготовок, периодические и контрольные осмотры, работы по хранению и парковые дни.
Сложные и трудоёмкие работы на авиатехнике выполняются в рамках регламентных работ (по календарным срокам или по налёту ВС). Также на ВС выполняется сезонное обслуживание каждые 6 месяцев (перевод на зимнюю/летнюю эксплуатацию), перечень работ после обильных осадков, работы после повреждения ВС и другие работы согласно технической документации на конкретный тип ВС.
Нижеследующие работы оперативного и периодического ТО выполняются инженерно-техническим составом в эксплуатирующей организации (то есть в авиационной воинской части):
- Предварительная подготовка выполняется накануне лётной смены (вылета) в течение рабочего дня, и заключается в осмотровых работах, заправке топливом и жидкостями, зарядке газами, полной проверке исправности систем и агрегатов. Также осмотровые работы в объёме предварительной подготовки выполняются при передаче ВС внутри подразделения или при приёмке/передаче на/из регламентные работы.
- Предполётная подготовка выполняется непосредственно перед вылетом воздушного судна и заключается в осмотровых работах, выставки навигационной системы, подзарядке и дозаправке при необходимости, подвески вооружения или загрузке в соответствии с заданием. Также выполняется общая проверка исправности систем с контрольной записью бортовыми средствами контроля.
- Подготовка к повторному вылету выполняется между вылетами ВС и заключается в дозаправке и загрузке (снаряжении).
- Послеполётная подготовка выполняется после окончания лётной смены и заключается в комплексе работ к постановке ВС на хранение, устранению отказов и оперативной заправке топливом для возможности перелёта на оперативный аэродром по тревоге (при СССР выполнялось всегда, в РФ — нет).
- Периодические, контрольные и целевые осмотры выполняются по отдельным системам воздушного судна, в заданной периодичности или по команде, с целью своевременного выявления и предотвращения проблем.
- Парковый день — работы по текущему обслуживанию авиационной техники, аэродромного имущества, стоянок и др. хозяйства авиационных подразделений. Как правило в парковые дни также проводятся различные осмотровые работы.
- Работы по хранению ВС производятся на нелетающей авиатехнике по календарным срокам, с целью поддержания её в исправном состоянии. Заключаются в осмотровых работах, проверке исправности систем, подзарядке и дозаправке. При нормальном хранении ВС ежегодно облётывается.
- Сезонное техническое обслуживание — полугодовые периодические работы на ВС, привязанные к переводу на летнюю или зимнюю эксплуатацию. Собственно существенных отличий при технической эксплуатации зимой и летом ВС нет.
- Регламентные работы (тяжёлые формы обслуживания) — плановые ежегодные периодические работы на воздушном судне, выполняемые по налёту или по времени эксплуатации ВС в технико-эксплуатационной части. Обычно различают 50 часовые (6 месяцев эксплуатации) регламентные работы, 100 часовые (12 месяцев), 200 часовые (24 месяца), 300 часовые (36 месяцев) и 400 часовые (48 месяцев), но в реальности они различны на разных типах летательных аппаратов.

Все виды периодических работ на авиационной технике, как правило, привязаны к налёту воздушного судна и к его текущему календарному сроку эксплуатации. Для части систем (узлов, агрегатов) дополнительно ведётся учёт запусков, посадок, циклов или наработка, отличная от ресурса основного изделия. Например, для авиационных двигателей наработка определяется не по налёту, а по фактической работе в часах и минутах (может считаться отдельно работа на земле и в воздухе, форсажный и бесфорсажный режим), а также количество запусков.
Также бывают внеочередные р/р, выполняемые по указанию вышестоящего командования по определённым причинам. Как пример — после планового ремонта ВС на АРЗ всегда выполняются внеочередные р/р.
Инженерно-авиационная служба части разрабатывает так называемый график отхода самолётов на регламентные работы, которые заключаются в углубленной проверке всех систем и агрегатов ВС с широким использованием наземных средств контроля, приспособлений и специального инструмента, с частичной разборкой ВС и устранению всех выявленных отказов и повреждений. По окончании работ проводится контрольное опробование двигателей и систем с записью на бортовые средства контроля.
Также обычно при регламентных работах, при подаче соответствующей заявки, попутно могут выполняться нижеследующие работы:
- Замена авиационных двигателей выполняется при выработке ресурса, или при обнаруженных неисправностях и отказах по двигателю. Как правило, выполняется специально обученным и допущенным приказом по части расчётом из 3-7 человек (в зависимости от типа). Замена двигателя занимает по времени от нескольких часов до нескольких суток (зависит от типа).
- Эксплуатационный (войсковой) ремонт негарантийного оборудования выполняется при обнаруженных несоответствиях техническим требованиям (неисправностях и отказах) силами эксплуатирующей организации, как правило, специалистами ТЭЧ. При действующей гарантии ремонт выполняется исключительно представителями завода-изготовителя. На значительную часть систем и оборудования летательных аппаратов действовала заводская гарантия на 6-8 лет эксплуатации (при СССР). Для выполнения гарантийных ремонтов с предприятий командировались т. н. выездные бригады.
- Выполнение бюллетеней — изменения в конструкции ВС или оборудовании, выполняются совместно с представителями промышленности на базе эксплуатирующей организации или на авиаремонтном заводе, с целью повышения надёжности или улучшения параметров работы. В повседневной эксплуатации любое изменение конструкции летательного аппарата, его систем, агрегатов и блоков категорически запрещено.

Все виды подготовок и регламентных работ выполняются в соответствии с маршрутными картами и жёстко лимитированы по времени выполнения.
Также все виды работ на авиационной технике расписаны в Маршрутных (МК) или Технологических картах (ТК), работа без которых категорически запрещена. Обо всех без исключения работах делаются соответствующие записи в Журнале подготовки самолёта (ЖПС), формулярах и паспортах.
По окончании регламентных работ производится задокументированная процедура приёма-передачи ВС, и в ближайшую лётную смену планируется контрольный облёт по программе, зависящей от характера выполненных работ. Так, к примеру, при замене двигателя, помимо всего прочего, в полёте проводится проверка на перезапуск двигателя. Облёт ЛА выполняется только в светлое время суток, при простых метеоусловиях и только допущенным к данному виду работ экипажем.
По срокам выполнения регламентные работы зависят только от фактических трудозатрат и продолжительность производства напрямую зависит от качества организации производственного процесса (технологического графика). Технологический график работ составляется (и периодически обновляется) в каждой конкретной воинской части на основании действующей эксплуатационной документации на каждый эксплуатируемый тип/модификацию воздушного судна, с учётом фактической обеспеченности оборудованием, средствами, личным составом и местными особенностями дислокации, с выполнением контрольного хронометража работ и утверждением графика в вышестоящей службе ИАС. К примеру, при нормальном восьмичасовом рабочем дне на вертолёте Ми-8 50 часовые регламентные работы могут выполняться приблизительно в течение одного-двух рабочих дней, в то же время 400 часовые работы на Ту-22М3 могут выполняться в течение двух-трёх недель. Для выполнения регламентных работ в авиационном полку или гарнизоне имеется самостоятельное техническое подразделение — технико-эксплуатационная часть ТЭЧ.
Личный состав ИТС ежегодно аттестуется по специальности и проходит медицинское освидетельствование (диспансеризацию), и по результатам проверки допускается приказом по части к определённому кругу работ согласно перечня РТО, в соответствии со специальностью и занимаемой должностью. Специалисты эскадрилий, как правило, не допускаются к регламентным работам, тогда как личный состав ТЭЧ допускается ко всем видам работ, подготовок и технического обслуживания по своей специальности (и периодически привлекается «на полёты»).